# Max Joseph (Schauspieler)
H. Maxwell „Max“ Joseph (* 16. Januar 1982 in New York City, New York) ist ein US-amerikanischer Produzent, Schauspieler und Autor. Bekanntheit erlangte er durch die Serie Catfish – Verliebte im Netz.

## Leben
Joseph ist mit seinem Kollegen Nev Schulman befreundet; sie moderieren seit 2012 zusammen die MTV Sendung Catfish – Verliebte im Netz (englisch Catfish: The TV Show). Am 8. August 2018 gab Joseph nach sieben Staffeln, 115 Episoden und 31 Specials seinen Abschied aus der Sendung bekannt. Die letzte Folge mit ihm wurde am 22. August des Jahres ausgestrahlt. Er will zukünftig mehr als Filmemacher arbeiten.
Max Joseph ist verheiratet.
Sein Cousin ist Puppenspieler David Rudman, Darsteller und Sprecher der US-amerikanischen Version des Krümelmonster aus der Sesamstraße. 

## Filmografie
- 2012–2018: Catfish – Verliebte im Netz
- 2015: We Are Your Friends